# 妹尾みえ
妹尾 みえ（せのお みえ）は、日本の音楽ライター、編集者、フリーライター。千葉県千葉市出身。
ブラックミュージック、国内外のルーツ・ミュージック（ロック、フォークソング）等に精通。
クリエイターのStaは、妹尾隆一郎との間に生まれた長男。

## 来歴
小学生のころから日本のフォークロックに目覚め、10代でブルースを聴くようになる。
大学生のころブルースのミニコミ雑誌『マディ・ボトム』への編集を機に「ブラック・ミュージック・リヴュー」に執筆。「ブルース&ソウル・レコーズ」レギュラー・ライター。

### 主な著作
- 『音楽ライターになろう』（青弓社）[5]
- 『バカになろうぜ! Mooney 一代記』（編集含む）（el sotano）[6]
- 『ハーモニカの本』（斎藤寿孝との共著／春秋社）
- 『ブルース・スタンダード100曲』 （小出斉・濱田廣也／P-Vine Books 〈百曲探訪〉シリーズ）
- 『ブルース・ハーモニカよくばりガイド』（KOTEZ／スペースシャワーネットワーク）

### 主な編集
- 『ブルースレコードガイドブック』（ブルースインターアクションズ）
- 『ジロキチ・オン・マイ・マインド〜ライブハウス高円寺JIROKICHIの40年〜』（ele-king books）
- 『来日ブルースマン全記録』（ブルースインターアクションズ）
- 『ブルースの世界オフィシャル・ガイド』（ブルースインターアクションズ）